# 중부구 (피지)

중부구의 위치

중부구(Central Division)는 피지를 구성하는 4개 구 가운데 하나로 나이타시리주와 나모시주, 레와주, 세루아주, 타일레부주로 나뉜다. 행정 중심지는 피지의 수도인 수바이다. 피지에서 가장 큰 섬인 비치레부섬 동반부와 그 외의 섬들을 포함하며 서쪽으로는 서부구, 동쪽으로는 동부구와 접한다.